# Мельничная (приток Уфы)
Мельничная — река в России, протекает в Нязепетровском районе Челябинской области. Длина реки — 9 км.
Исток находится на южном склоне горы Мартяшкина (Бардымский хребет). Впадает в реку Уфа справа, в 2,5 км северо-восточнее с. Арасланово. Названа по располагавшейся на реке водяной мельнице. Левый приток — Махмутка.